# Angela D. Friederici
Angela D. Friederici (Colônia, 1952) é uma linguista e neurocientista alemã. Diretora do Instituto Max Planck de Ciências Humanas Cognitivas e do Cérebro, é reconhecida internacionalmente por seus trabalhos em neuropsicologia e linguística. Ela é autora de mais de 400 artigos acadêmicos e capítulos de livros, e editou 15 livros sobre sua área de pesquisa.

## Carreira
Friederici nasceu em Colônia, na Alemanha, em 1952. De 1970 a 1976, estudou linguística na Universidade de Bonn (Alemanha) e na Universidade de Lausanne (Suíça), e fez o doutorado em linguística em 1976. Em 1975, ela também começou a estudar psicologia na Universidade de Bonn e se formou em 1980. Em 1986, ela completou sua habilitação em docência na Universidade de Giessen. Após uma bolsa de pós-doutorado no Instituto de Tecnologia de Massachusetts e trabalho como pesquisadora no Instituto Max Planck de Psicolinguística e na Université Paris-Descartes, Angela Friederici recebeu uma cátedra em psicologia cognitiva pela Universidade Livre de Berlim em 1989. Em 1994, ela se tornou Diretora Fundadora e Membro Científico do Instituto Max Planck de Neurociência Cognitiva em Leipzig, que se tornou o Instituto Max Planck de Ciências Humanas Cognitivas e do Cérebro em 2004.
Friederici também possui cátedras honorárias (Honorarprofessor) da Universidade de Leipzig (desde 1995) em psicologia cognitiva, da Universidade de Potsdam em linguística e na Faculdade de Filosofia e de Medicina da Universidade Humboldt de Berlim (desde 2004). A pesquisa de Friederici centra-se em como o cérebro humano processa a linguagem, examinando a aquisição e o uso da primeira e da segunda língua. Ela foi a primeira a relatar a negatividade anterior esquerda precoce (ELAN), uma resposta da eletroencefalografia (EEG) a violações sintáticas em sentenças.
Seu livro de 2017, Language in our Brain, foi endossado por Noam Chomsky, no qual ela declarou sua posição atual sobre a genética do estudo da linguagem em relação ao gene FOXP2. Na página 222, Friederici afirma: "Foi proposto que o FOXP2 é um gene que desempenha um papel importante na fala e na linguagem porque a mutação deste gene foi identificada em uma família com problemas de fala e linguagem, embora houvesse mais problemas de fala e linguagem relacionados, e não problemas de linguagem em si. A visão, no entanto, também foi contestada por vários motivos. Um dos motivos é que o FOXP2 também pode ser encontrado em primatas não humanos, ratos, pássaros e peixes, portanto, em animais que não falam."

## Prêmios e homenagens
- Prêmio Alfred Krupp para Jovens Cientistas da Fundação Alfried Krupp von Bohlen und Halbach 1990
- Prêmio Gottfried Wilhelm Leibniz da Fundação Alemã de Pesquisa 1997[6]
- Professor dotado da Universidade de Mainz (Johannes Gutenberg-Stiftungsprofessur) 2010[7]
- Medalha Carl Friedrich Gauss da Sociedade Científica de Brunswick (2011)
- Medalha Wilhelm Wundt da Sociedade Alemã de Psicologia (2018)[8]
- Ordem do Mérito do Estado Livre da Saxônia (2018)
- Eleito Membro Honorário da Linguistic Society of America (2019)[9]

Ela também é membro dos Conselhos Editoriais ou Científicos de: Brain and Cognition, Brain and Language, Cognitive Neuroscience, Cognitive Science Quarterly, Gehirn & Geist, Journal of Cognitive Neuroscience, Journal of Memory and Language, Journal of Psycholinguistic Research, Neurolinguistik, Physiological Reviews, Psychonomic Bulletin & Review, Studies in Theoretical Psycholinguistics, The Mental Lexicon, Trends in Cognitive Sciences.

## Trabalhos selecionados
- Steinhauer, K.; Alter, K.; Friederici, A.D. (1999). «Brain potentials indicate immediate use of prosodic cues in natural speech processing». Nature Neuroscience. 2 (2): 191–196. PMID 10195205. doi:10.1038/5757
- Maess, B.; Koelsch, S.; Gunter, T.C.; Friederici A.D. (2001). «Musical syntax is processed in Broca's area: An MEG study». Nature Neuroscience. 4 (5): 540–545. PMID 11319564. doi:10.1038/87502
- Friederici, A.D. (2002). «Towards a neural basis of auditory sentence processing». Trends in Cognitive Sciences. 6 (2): 78–84. PMID 15866191. doi:10.1016/s1364-6613(00)01839-8
- Friederici, A.D.; Steinhauer, K.; Pfeifer, E. (2002). «Brain signatures of artificial language processing: Evidence challenging the critical period hypothesis». PNAS. 99 (1): 529–534. PMC 117594. PMID 11773629. doi:10.1073/pnas.012611199
- Opitz, B.; Friederici, A.D. (2004). «Brain correlates of language learning: The neuronal dissociation of rule-based versus similarity-based learning». The Journal of Neuroscience. 24 (39): 8436–8440. PMC 6729909. PMID 15456816. doi:10.1523/jneurosci.2220-04.2004
- Friederici, A.D.; Bahlmann, J.; Heim, S.; Schubotz, R.I.; Anwander, A. (2006). «The brain differentiates human and non-human grammars: Functional localization and structural connectivity». PNAS. 103 (7): 2458–2463. Bibcode:2006PNAS..103.2458F. PMC 1413709. PMID 16461904. doi:10.1073/pnas.0509389103
- Friederici, A.D.; Fiebach, C.J.; Schlesewsky, M.; Bornkessel, I.; von Cramon, D.Y. (2006). «Processing linguistic complexity and grammaticality in the left frontal cortex». Cerebral Cortex. 16 (12): 1709–1717. PMID 16400163. doi:10.1093/cercor/bhj106
- Friederici, A.D.; von Cramon, D.Y.; Kotz, S.A. (2007). «Role of the corpus callosum in speech comprehension: Interfacing syntax and prosody». Neuron. 53 (1): 135–145. PMID 17196536. doi:10.1016/j.neuron.2006.11.020
- Makuuchi, M.; Bahlmann, J.; Anwander, A.; Friederici, A.D. (2009). «Segregating the core computational faculty of human language from working memory». PNAS. 106 (20): 8362–8367. Bibcode:2009PNAS..106.8362M. PMC 2688876. PMID 19416819. doi:10.1073/pnas.0810928106
- Friederici, A.D.; Kotz, S.A.; Scott, S.K.; Obleser, J. (2010). «Disentangling syntax and intelligibility in auditory language comprehension». Human Brain Mapping. 31 (3): 448–457. PMC 6870868. PMID 19718654. doi:10.1002/hbm.20878